# Francesco Fulvio Frugoni
Francesco Fulvio Frugoni (Genova, 1620 circa – Venezia, 1686 circa) è stato un poeta, scrittore, drammaturgo e predicatore italiano.

## Vita

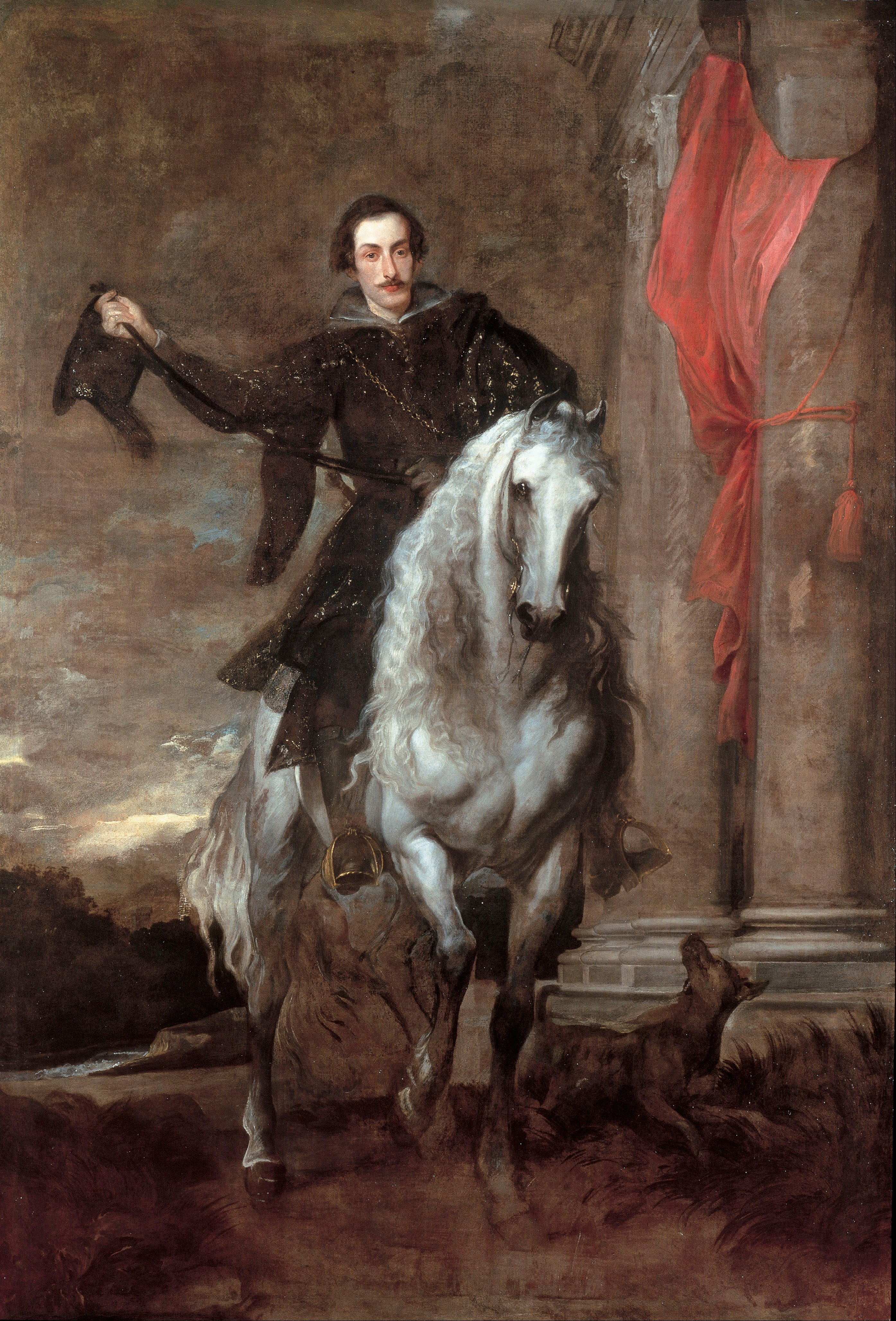
Antoon van Dyck, Ritratto equestre di Anton Giulio Brignole Sale, 1627

Frate dell'ordine dei padri minimi di San Francesco di Paola, fu probabilmente di famiglia non oscura, e in particolare della nobiltà nuova, ossia di nomina successiva alla riforma del 1528. Tuttavia la gran parte dei dati biografici che lo riguardano dev'essere desunta dalla sua stessa opera, non sempre peraltro del tutto affidabile. A quel che sembra, perse i genitori in giovane età e fu allevato da parenti facoltosi in Spagna (o l'inverso, tornando egli a Genova alla morte dei genitori). Seguì i corsi di teologia presso le Università di Alcalá e di Salamanca, conseguendo una perfetta conoscenza del castigliano e venendo a contatto con i più recenti sviluppi della letteratura spagnola dell'epoca. La sua opera, peraltro, oltre a comprendere componimenti in quella lingua, riflette una conoscenza abbastanza sorprendente non solo della vita sociale delle città in cui visse durante questa permanenza, ma anche dei relativi bassifondi, segno di una gioventù irrequieta, di cui può intravedersi qualche traccia nella prima opera a stampa, La guardinfanteide (1643). In Spagna, a suo dire, avrebbe conosciuto Francisco de Quevedo, nei tardi anni trenta, e Luis de Góngora.
Fu poco più che ventenne (novembre 1643) al séguito di Anton Giulio Brignole Sale durante un'importante missione diplomatica presso Filippo IV. Legato al gentiluomo genovese da profonda amicizia, fu affiliato alla più prestigiosa accademia cittadina, quella degli Addormentati, dove particolarmente importante fu l'incontro con il pensiero di Agostino Mascardi, della cui ultima orazione fu spettatore. 
Dal 1652 fu segretario particolare di Aurelia Spinola, all'epoca esclusa dal suocero Onorato II di Monaco dai diritti di successione del principato essendo rimasta vedova prima di aver portato a termine la gravidanza del primogenito maschio; allo scopo di ottenere giustizia, il frate accompagnò la gentildonna presso parecchie corti europee, compresa quella di Luigi XIV, senza che l'udienza desse alcun frutto: solo la morte di Onorato II avrebbe portato alla restituzione a donn'Aurelia di tutte le sue proprietà. Viaggiò in tutta Europa, conoscendo numerosi letterati di grido, e frequentò i corsi di teologia alla Sorbona. Si affermò come oratore sacro e letterato "alla moda". Fu autore di melodrammi (tra cui L'Epulone, 5 atti, 1670), scritti religiosi, liriche sparse in varie raccolte, prefatorie (per le Odi di Francesco Maria Santinelli, &c.), ma fu soprattutto un prosatore. 
Può essere considerato come uno dei massimi virtuosi, se non il più estremista, della prosa barocca, ma diede anche inizio al romanzo di argomento contemporaneo con una sorta di 'agiografia laica', L'eroina intrepida (1673), con cui volle rendere omaggio alla memoria di Aurelia Spinola quando venne a morte (1670) ad Aix en Provence. Piena dimostrazione delle sue vertiginose capacità verbali è l'ultima e più estesa opera, Il cane di Diogene (pubblicato postumo tra 1687 e 1689), una smisurata satira letteraria e di costume. Durante un lungo e non fortunato soggiorno a Torino strinse amicizia con Emanuele Tesauro, che considerava il primo letterato europeo vivente. Dopo un esilio di undici anni da Genova a causa di presunti tratti eterodossi della sua Vergine parigina, romanzo sacro dedicato a sant'Aurelia di Francia (ma già diversi anni prima era stato sottoposto ad un interrogatorio in materia teologica), preferì trattenersi comunque a Venezia, dove lavorò come consultore per l'Inquisizione (col titolo di 'padre maestro'), e dove le sue tracce si perdono; comunque molto malato (di gotta), negli ultimissimi anni, eccettuata la cura per la stampa del Cane, fu quasi inattivo.

## Opere

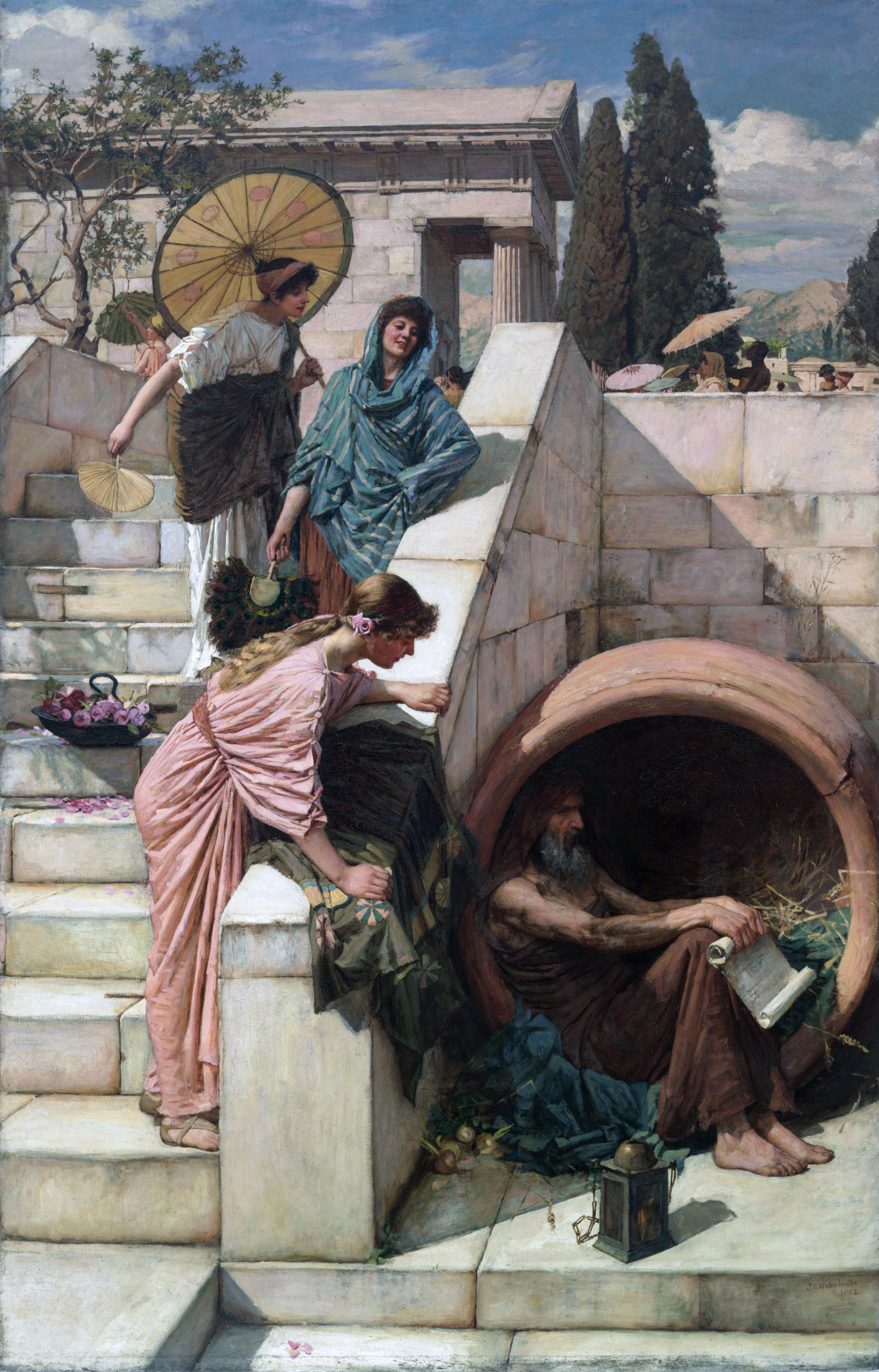
Diogene di Sinope in un dipinto di Watherhouse

- Il cane di Diogene (1689): la sua opera più famosa ed ambiziosa, tratta di satira ed è un'opera tipica del periodo barocco. Nel romanzo convergono tutte le esperienze dell'autore così come la sua vasta dottrina, i suoi intenti morali e pedagogici e il suo gusto per il satirico e il polemico. Sono 4400 pagine divise in sette volumi ("latrati", essendone protagonista appunto Saetta, il cane del filosofo cinico) scritte, secondo l'autore, per correggere i vizi altrui. In età moderna ha suscitato interesse particolare Il tribunal della critica, decimo racconto del Cane, in cui l'autore precisa i termini della sua poetica, abbondantemente viziati dalla sua tendenza a dare preminenza alle personalità direttamente frequentate. In poesia, mentre sono rispettosamente rilevati i presunti limiti di Dante e del Petrarca, dallo stile troppo poco polito l'uno e troppo piatto l'altro (dei sonetti di questi si dice che "sono più buoni che belli") secondo il gusto corrente, sono elogiati tanto il classicista Giovanni Ciampoli quanto l'inaggirabile Giovan Battista Marino (ma non "lo stile porco di quel libro osceno" che è L'Adone), ma anche un personaggio oscuro come il lirico veneto Giovan Battista Vidali; il Mascardi diventa segnacolo dell'intellettuale cortigiano sfortunato e perseguitato dalla fame; grande rilievo vi hanno ovviamente il Brignole (in specie come autore satirico) e il Tesauro, come anche Giuseppe Girolamo Semenzi, mentre non più che benevolmente vi è trattato il secondo marinismo, a partire da Giuseppe Battista. Il massimo tra gli oratori sacri è individuato in Giacomo Lubrano. Tutta la sezione culmina nella reverente celebrazione di Elena Lucrezia Cornaro Piscopia.
- Ritratti critici (1669): testo in cui accentua le tesi critiche del Tesauro.